# Ernesto Francisco de Sousa e Silva
Ernesto Francisco de Sousa e Silva (Porto Alegre, c. 1855 — São Leopoldo, c.1909) foi um poeta, escritor e jornalista brasileiro.
Foi membro da Sociedade Partenon Literário e membro fundador da Academia Rio-Grandense de Letras.

## Obras
- Lampejos efêmeros, 1886
- O gênio do mal, 1884
- O padrasto, 1884
- Por causa de uma camélia, 1884